# Toilet Böys
Toilet Böys son una banda estadounidense de rock and roll originaria de Nueva York. La formación original del grupo estuvo integrada por Miss Guy, Sean Pierce, Electric Eddie, Rocket y Adam Vomit. Toilet Böys han realizado numerosas giras internacionales abriendo conciertos para bandas como Red Hot Chili Peppers, Nashville Pussy, Orgy, The Damned, Dee Dee Ramone y Deborah Harry. Sus espectáculos se caracterizan por tener una enérgica puesta en escena en la que combinan fuegos artificiales, cañones de confeti, luces estroboscópicas y humo.

## Historia
The Toilet Böys se formaron en 1995 y actuaron por primera vez como teloneros de un concierto de Deborah Harry, en el club Don Hill's, de Nueva York. 
El vocalista de la banda, Miss Guy (que era el DJ-residente del club) creó la banda con la intención de cumplir su sueño de abrir un espectáculo de Deborah Harry, quien era una de sus ídolos, solo por una noche. Sin embargo, ante la respuesta abrumadoramente positiva que tuvo su actuación, Toilet Böys fueron contratados para varios conciertos adicionales. Tras un año y medio de actuaciones, la formación original de la banda se fue consolidando, bajo la cual ganaron notoriedad a nivel internacional.
Tras la separación de la banda en 2003, Sean y Rocket formaron el grupo Afterparty. Sean, bajo el apodo de "Chopper, actuó como vocalista principal y guitarrista de esta banda.
En 2007 publicaron un álbum con material inédito, demos y remixes titulado Sex Music.
Toilet Böys se reunieron para tocar por primera vez desde su separación en un concierto sorpresa celebrado el 14 de junio de 2010 en Le Poisson Rouge en Nueva York, con la mayor parte de la formación original. Unos días más tarde se presentaron en el Azkena Rock Festival, en España.

## Discografía
- 1996 Toilet Böys (Squeezebox Records)
- 1997 Mail Itch/Dream Action (Hypurrr Records)
- 1998 Living Like a Millionaire (RAFR Records)
- 1998 Go To Hell (Devil Doll Records)
- 1999 Sinners and Saints (Coldfront Records)
- 1999 You Got It (Lookout! Records)
- 1999 Broken Home (Devil Doll Records)
- 1999 Come and Get It (Cargo Records)
- 2000 Space Truckin/Slow Dancing (Coldfront records)
- 2001 Toilet Böys (Masterplan Entertainment)
- 2003 Live In London (Ozit/Morpheus Records)
- 2004 The Early Years (Ozit/Morpheus Records)
- 2007 Sex Music (Dead City Records)
- 2012 Dumb Blonde